# 1gy busz (Budapest)
A budapesti 1-es (gyors 1-es) jelzésű autóbusz az Etele tér, Kelenföldi pályaudvar és Hősök tere között közlekedett. A járatot a Budapesti Közlekedési Vállalat üzemeltette.

## Története
1981. január 4-én indult el Etele tér, Kelenföldi pályaudvar és Hősök tere között. 1982. január 13-ától csak munkanapokon járt. 1982 októberétől az Astoriánál is megállt. 1987-ben a pesti végállomását a Szépművészeti Múzeumhoz helyezték át, a Műcsarnok előtti Hősök tere végállomás a továbbiakban megállóhelyként üzemelt tovább. 1990. augusztus 31-én kihasználatlanság miatt megszűnt.

## Útvonala
| Hősök tere felé |
| Etele tér, Kelenföldi pályaudvar vá. – Vasút utca – Bartók Béla út – Szent Gellért tér – Szabadság híd – Dimitrov tér – Tolbuhin körút – Kálvin tér – Múzeum körút – Tanács körút – Deák Ferenc tér – Bajcsy-Zsilinszky út – Népköztársaság útja – Dózsa György út – Hősök tere vá. |
| Etele tér, Kelenföldi pályaudvar felé |
| Hősök tere vá. – Dózsa György út – Népköztársaság útja – Bajcsy-Zsilinszky út – Deák Ferenc tér – Tanács körút – Múzeum körút – Kálvin tér – Tolbuhin körút – Szabadság híd – Szent Gellért tér – Bartók Béla út – Kelenföldi út – Etele tér, Kelenföldi pályaudvar vá.             |

## Megállóhelyei
Az átszállási kapcsolatok között az azonos útvonalon közlekedő 1-es busz nincs feltüntetve!
| 0  | Etele tér, Kelenföldi pályaudvar végállomás (napjainkban: Kelenföld vasútállomás) | 28 | 7, 83, 141 19, 49 Budapest-Kelenföld                                                 |
| 5  | Kosztolányi Dezső tér                                                             | 23 | 7, 7A, 7, 12, 14, 40, 41, 41E, 53, 72, 86, 86, 87, 87A, 87B, 114, 153, 172, R 19, 49 |
| 7  | Móricz Zsigmond körtér                                                            | 21 | 3, 3, 7, 7A, 7, 10, 10A, 27, 40, 40, 40E, 53, 110, 127, 153, R 6, 18, 19, 47, 49, 61 |
| 13 | Astoria                                                                           | 15 | 7, 7A, 9, 9, 78 47, 49 74                                                            |
| 15 | Deák tér                                                                          | 13 | Millenniumi Földalatti Vasút 2, 4, 4A, 9, 9, 15, 15A, 16 47, 49                      |
| 20 | Oktogon                                                                           | 8  | Millenniumi Földalatti Vasút 4, 4A, 4 , 6                                            |
| 27 | Hősök tere                                                                        | 1  | Millenniumi Földalatti Vasút 4, 4A, 4, 20, 20, 20A, 30, 30 72, 75, 79                |
| 28 | Hősök tere végállomás                                                             | 0  | Millenniumi Földalatti Vasút 4, 4A, 4, 20, 20, 20A, 30, 30 72, 75, 79                |